# The Eraser
The Eraser is het debuutsoloalbum van Thom Yorke, frontman van Radiohead. Het album kwam uit in juli 2006 op het label XL Recordings.

## Achtergrond
Yorke kondigde het album aan op 11 mei 2006. Hij plaatste een link naar de website TheEraser.net op Dead Air Space, een blog op de officiële website van Radiohead. Twee dagen later werd een e-mail verzonden naar de Radiohead fansites (ateaseweb.com) en naar de leden van de W.A.S.T.E.-fanclub waarin Yorke het album aankondigde.
Atoms for Peace was de titel van een speech gegeven door Dwight D. Eisenhower in 1953. Het is ook het motto van de Internationaal Atoomenergieagentschap. Harrowdown Hill, in Oxfordshire, is bekend als de plaats waar het lijk van wapenexpert David Kelly was gevonden. Het lied gaat over de dood van Kelly die off the record aan een correspondent van de BBC had meegedeeld dat de overheid ten onrechte massavernietigingswapens in Irak had aangetroffen.

## Hoesontwerp
Het ontwerp van de albumhoes is van de hand van Stanley Donwood. Het stelt een combinatie van bekende gebouwen voor uit grote steden in een overstroming die veroorzaakt is door zware regen.

## Belang
De Amerikaanse filmregisseur Richard Linklater was dusdanig onder de indruk van het nummer "Black Swan" dat hij het nummer gebruikte in zijn film A Scanner Darkly (2006).

## Tracks
1. "The Eraser"
2. "Analyse"
3. "The Clock"
4. "Black Swan"
5. "Skip Divided"
6. "Atoms for Peace"
7. "And It Rained All Night"
8. "Harrowdown Hill"
9. "Cymbal Rush"

- MusicBrainz release group: 2a971a81-2f4d-333b-8327-8b2d73c649cf